# Рой Андерссон (футболіст)
Рой Андерссон (швед. Roy Andersson; нар. 2 серпня 1949, Мальме) — шведський футболіст, що грав на позиції захисника та провів усю ігрову кар'єру у клубі «Мальме». Гравець національної збірної Швеції. Найкращий шведський футболіст 1977 року.
Батько шведських футболістів Патріка та Даніеля Андерссонів, що також грали за шведську збірну.

## Клубна кар'єра
У дорослому футболі дебютував 1968 року виступами за команду клубу «Мальме», кольори якої і захищав протягом усієї своєї кар'єри гравця, що тривала цілих шістнадцять років. Більшість часу, проведеного у складі «Мальме», був основним гравцем захисту команди. В її складі п'ять разів ставав чемпіоном Швеції, чотири рази вигравав Кубок країни.

## Виступи за збірну
1974 року дебютував в офіційних матчах у складі національної збірної Швеції. Протягом кар'єри у національній команді, яка тривала 5 років, провів у формі головної команди країни 20 матчів.
У складі збірної був учасником чемпіонату світу 1978 року в Аргентині.

## Статистика виступів

### Статистика клубних виступів
| Сезон | Команда  | Чемпіонат   | Чемпіонат | Чемпіонат |
| Сезон | Команда  | Ліга        | Ігор      | Голів     |
| ----- | -------- | ----------- | --------- | --------- |
| 1968  | «Мальме» | Аллсвенскан | -         | -         |
| 1969  | «Мальме» | Аллсвенскан | 22        | 2         |
| 1970  | «Мальме» | Аллсвенскан | 22        | 1         |
| 1971  | «Мальме» | Аллсвенскан | 21        | 1         |
| 1972  | «Мальме» | Аллсвенскан | 22        | 3         |
| 1973  | «Мальме» | Аллсвенскан | 26        | -         |
| 1974  | «Мальме» | Аллсвенскан | 26        | -         |
| 1975  | «Мальме» | Аллсвенскан | 26        | -         |
| 1976  | «Мальме» | Аллсвенскан | 14        | -         |
| 1977  | «Мальме» | Аллсвенскан | 26        | -         |
| 1978  | «Мальме» | Аллсвенскан | 25        | 2         |
| 1979  | «Мальме» | Аллсвенскан | 3         | -         |
| 1980  | «Мальме» | Аллсвенскан | 12        | 1         |
| 1981  | «Мальме» | Аллсвенскан | 22        | 2         |
| 1982  | «Мальме» | Аллсвенскан | 20        | 4         |
| 1983  | «Мальме» | Аллсвенскан | 21        | -         |

## Титули і досягнення

### Командні
- Чемпіон Швеції (5):

«Мальме»: 1970, 1971, 1974, 1975, 1977
- Володар Кубка Швеції (4):

«Мальме»: 1973, 1974, 1975, 1978

### Особисті
- Найкращий шведський футболіст року (1):

1977